# Бакэ-кудзира
Бакэ-кудзира (яп. 化鯨, призрачный кит) — персонаж японской мифологии, ёкай родом из западной части Японии. Это живой скелет кита, который плавает в море у поверхности воды. При этом его всегда сопровождает множество страшных птиц и диковинных рыб. Появляется ёкаи в дождливые ночи, вблизи от прибрежных сел, занимающиеся китобойным промыслом.

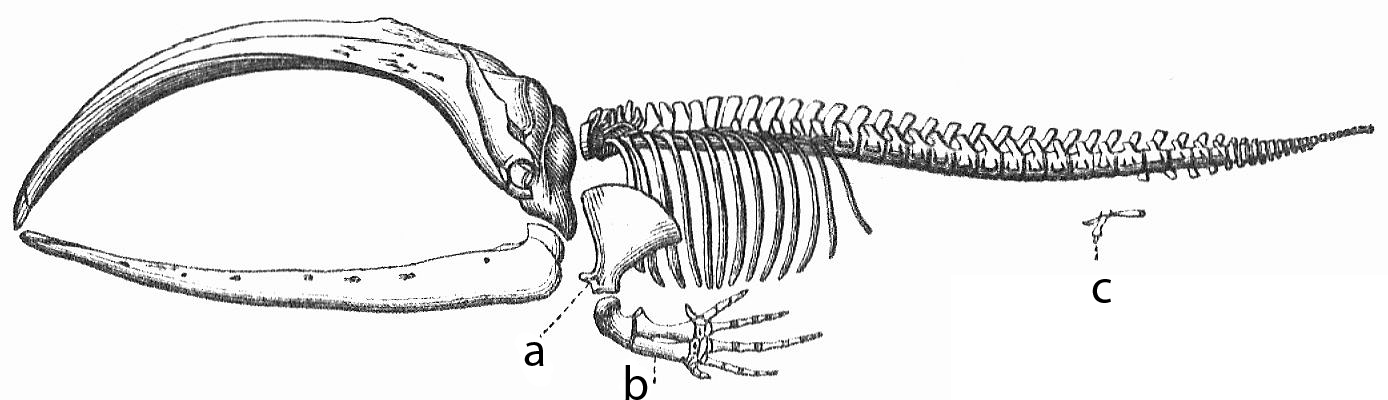
Скелет усатого кита

Считается, что души пойманных китов возрождаются как бакэ-кудзира, чтобы мстить тем, кто отнял у них жизнь. На человека, увидевшего бакэ-кудзиру, ложилось страшное проклятие, которое он приносил с собой в деревню. Это проклятие вызвало среди людей голод, мор, пожары и другие ужасные бедствия.

## Легенда о происхождении
В одном из рассказов рыбак пытается поймать его своим гарпуном, но гарпун прошёл сквозь него, и Бакэ-кудзира уплыл прочь. В других историях люди говорят, что Бакэ-кудзира приносит проклятие и общее несчастье в область, где он был замечен.
Давным-давно в один дождливый вечер рыбаки, жившие на полуострове Симане, что на северо-востоке нынешней префектуры Симане, заметили у побережья Японского моря огромную белую фигуру. Прищурившись люди разглядели кита, который плавал недалеко от берега. Радуясь будущей охоте, рыбаки побежали за жителями села, схватили свои копья и гарпуны и попрыгали в лодки, чтобы догнать и поймать добычу. Вскоре они догнали кита, но сколько бы раз ни бросали оружие, оно не наносила животному вреда. Когда же люди внимательнее присмотрелись сквозь темноту, то поняли в чём дело: то, что они приняли за белого кита, оказалось голым скелетом без единого клочка плоти. В этот момент море наполнилось множеством странных рыб, которых никто раньше не видел, а небо заполнила стая мрачных неизвестных птиц. Затем призрачный кит резко повернулся и исчез в морской глубине, а вместе с ним исчезли и птицы с рыбами. Испуганные жители села вернулись домой, понимая, что скелет был, скорее всего, Бакэ-кудзирой — мстительным духом мертвого кита. И хотя больше его никто не видел, но другие села Симане не раз испытывали проклятие на себе, которое вызывало пожары и болезни.